# Walter Geiger (Politiker)
Walter Geiger (* 19. Oktober 1901 in Bensheim; † 19. November 1995) war ein deutscher Politiker der Liberal-Demokratischen Partei (LDP) und Mitglied des Beratenden Landesausschusses Groß-Hessen.
Walter Geiger war der Sohn eines Geheimen Schulrates und Direktors des Lehrerseminars in Bensheim. Nach dem Abitur am Ludwig-Georgs-Gymnasium studierte Walter Geiger Volkswirtschaft und schloss das Studium als Diplom-Volkswirt ab. Nach dem Studium arbeitete er als Redakteur bei der Mainzer Zeitung Der Katholik. Politisch gehörte er 1920 bis 1927 der Zentrumspartei Hessen an, trat dort aber aus, weil er mit der Kulturpolitik des Zentrums nicht einverstanden war. Nach der Machtergreifung der Nationalsozialisten musste die Zeitung eingestellt werden und Walter Geiger wechselte zum Bergsträßer Anzeigeblatt, wurde dort aber bald als "politisch unzuverlässig" entlassen. Juni bis September 1940 war er wegen Verstoßes gegen das sogenannte Heimtückegesetz in Untersuchungshaft. Nach seiner Verurteilung am 22. November 1940 zu einem halben Jahr Haft musste er die Strafe nicht antreten, sondern wurde bis zum Ende des Krieges als Soldat an der Ostfront eingesetzt.
Nach dem Zweiten Weltkrieg gehörte er zu den Gründungsmitgliedern der Liberal-Demokratischen Partei (LDP), die am 11. Dezember 1948 in Heppenheim zur Freien Demokratischen Partei (FDP) Hessens wurde. Er wurde der erste Kreisvorsitzende der LDP in Bensheim. Als deren Vertreter wurde er von der amerikanischen Militärregierung in den "Beratenden Landesausschuss" Groß-Hessens, den Vorgänger der Verfassungsberatenden Landesversammlung, berufen, dem er vom 26. Februar bis zum 14. Juli 1946 angehörte. Nachdem die LDP bei den Kommunalwahlen in Hessen 1946 in Bensheim schlecht abgeschnitten hatte, wurde er für das Wahlergebnis verantwortlich gemacht und trat aus der Partei aus. Für die Kommunalwahlen vom 23. Oktober 1960 kandidierte er mit einer eigenen "Liste Geiger". Da er mit 490 Stimmen die 5 %-Klausel verfehlte, musste der im weitesten Sinne als Liberaler einzuordnende Geiger seine politische Tätigkeit weiterhin außerparlamentarisch ausüben und betätigte sich unter anderem als Herausgeber der Kleinzeitung "Bensheimer Stadtblatt – Mahnrufe ans Deutsche Volk" (1949–1992).